# キノ
キノ（Keno）とは、1番から80番までの番号の中から任意の番号を1個以上20個以下の範囲で予め選んでおき、その後にゲームの主催者によってランダムに決定される20個の当選番号の中に、その番号がいくつ含まれているかで得喪を決定する、ギャンブルゲームおよび宝くじである。

## 歴史
ゲームの起源は紀元前の中国にあり、万里の長城の建設資金を調達する目的にも行われたと伝わっている。米国においては、19世紀に鉄道の敷設や鉱山の採掘に従事する中国系移民たちの間で行われていたものが一般に広まったとされており、こんにちのアメリカの主なカジノの多くに設置されているほか、ヨーロッパの一部の国では宝くじとして発売されている。

## 抽選方法

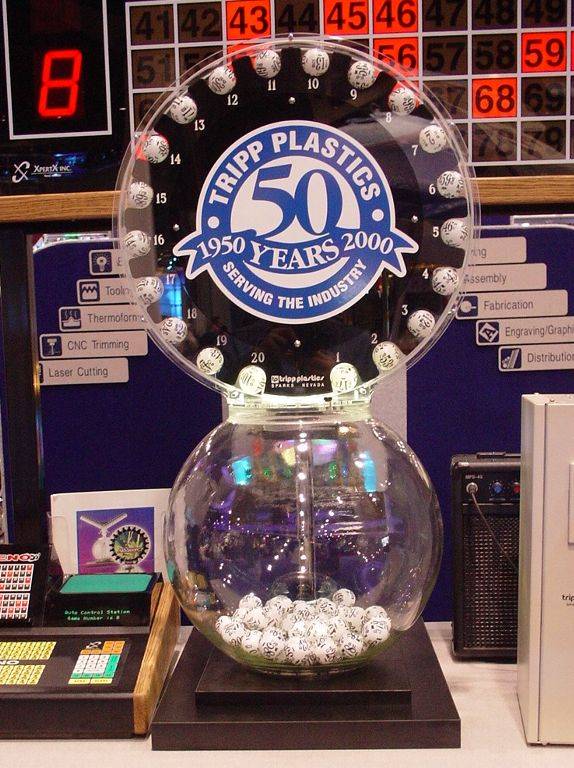
全自動タイプのキノ･グース

現代のキノは、キノ・グース（Keno Goose）と呼ばれる透明なフラスコ状の抽選機に、1番から80番までの通し番号が振られた80個の抽選用のボールを入れ、これを強い空気で吹き上げて攪拌し、キノグースの上端にある取り出し口に入ったボールに描かれた数字を当選番号として採用するものが多い。選び出されたボールに描かれている数字の読み取り、場内へのアナウンス、及び場内への掲示は人間が手作業で行うが、2000年頃より、これを全自動で行う抽選機の普及が進んでいる。また、日本人にもビンゴゲームで馴染み深い、ボールが入ったかごが回転するタイプの抽選機もある。

## 遊び方
ゲームに参加するには、キノ・ラウンジ（Keno Lounge）と呼ばれるキノ専用のエリアに備え付けてある申し込み用紙に、やはり備え付けのクレヨンで、予想する番号に×（ばつ）印を付け、賭ける金額と、何個の番号を予想したかを用紙の所定の場所に記入した後に、賭け金を添えて窓口のキノ･ライター（keno writer）と呼ばれる係員に差し出す。申込用紙を受け取ったキノ･ライターは、予想された番号にマークが印刷された控え用紙を発行するので、これを受け取り、抽選が始まるのを待つ。

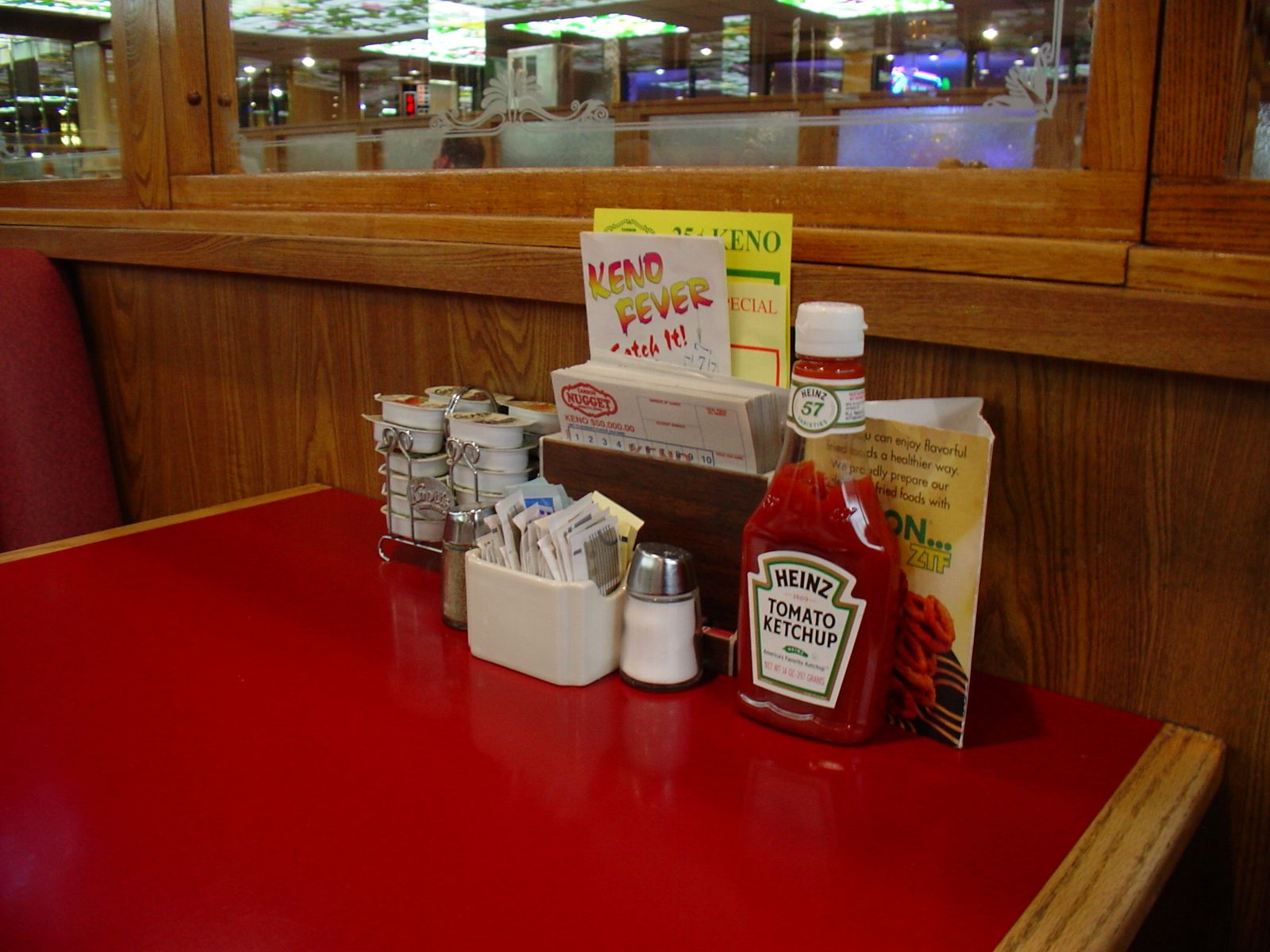
カジノ併設のレストランの卓上に置かれているキノの申し込み用紙

また、カジノ内に併設されているレストランには、卓上にキノの申込み用紙を備え付けているところもある。この場合は、申込用紙と賭け金を、キノ・ランナー（Keno Runner）と呼ばれる、場内を巡回しているキノゲーム専門の係員に渡す事で申し込むことが出来る。そのようなレストランには、抽選の経過がモニターできる電光掲示板が、壁や柱に設置されている。
抽選の結果、一定の条件を満たして賞金を受け取る権利が発生した場合は、次のゲームが始まる前までに、控え用紙を窓口、またはキノ・ランナーに提出し、賞金を受け取る必要がある。ただし、マルチレース・キノ（multi-race keno）と呼ばれる、1回の申し込みで連続する複数のゲームを購入している場合はこの限りではない。ラスベガスでは、1枚の申し込み用紙で一定ゲーム数以上を連続して購入すると、そのチケットは1年間有効になるというように、扱いがまったく異なってくる。そのように、多数のマルチレース・キノを購入した客のために、部屋のテレビで抽選の経過を放映したり、インターネット上で系列のカジノホテルで行われたキノの結果を公表・検索できるようにしたりと、工夫を行っているカジノホテルもある。

## 的中と賞金
賞金が受け取れる条件及び倍率は、予め選んでおいた番号の数と、当選番号と一致した番号の数の組合せによって異なる。その詳細は、申込用紙と同じ場所に備え付けてある配当表を参照することで知ることができる。一般的には、多数を選んで多数が一致するほど受け取れる賞金は高くなる。ただし、賞金には上限額が設定されているため、一定以上の条件では賞金が頭打ちとなる場合もある。
なお、たいていのカジノでは通常のゲームの他に
- 賞金が受け取れる条件を厳しくする代わりに的中時の倍率が高くなるルール
- 一致する当選番号が少ないほど高い配当が得られる通常とは逆のルール
- 個数が20個などの多数選択の時に、少ない一致数でも当選とし、統計的に多数発生しうる一致数に賞金を付けないルール
- 上位賞金を削る代わりに通常なら不的中とする部分に対して30%程度の配当を付けるルール("All Catch"とも呼ばれる)

など、さまざまなバリエーションが提供されている。

## ビデオキノ
スロットマシンの一種で、キノをビデオゲーム化し、一人で自動的に遊べるようにしたもの。一度に20枚のカードを個別に作成して一度に抽選を受けられるなどの工夫も見られ、一般的に、キノラウンジで行われる通常のキノよりも有利な賭けが提供されている場合が多い。北米のカジノでは常に一定の人気があり、たいていのカジノで普通に見かけられる。

## 払い戻し率
一般的に、キノは、カジノで行われているゲームの中では最も分の悪いゲームであり、払い戻し率が70%を下回る場合も珍しくない。しかし、類似のゲーム性を持ちながら払い戻し率が50%前後である一般的な宝くじと比較すれば、殆どの場合においてプレイヤーに有利である。ただし、レギュレーションによって宝くじ程度の払い戻し率しか認めていない国または地域が存在する他、そうでない地域でも、買い方によっては宝くじと同等程度の払い戻し率になってしまう場合もあるので、宝くじより必ず有利とは言い切れない。
また、米国ネバダ州の例では、払い戻しの規定はカジノごとに独自に設定しているため、同じ内容の賭けでも、カジノによって有利不利が生じているケースもある。同様に、ネバダ州の例ではプレイヤーズ・クラブカードのポイント積算において他のゲームよりも有利な割合を提示しているカジノなども存在する。